# Liber Regalis

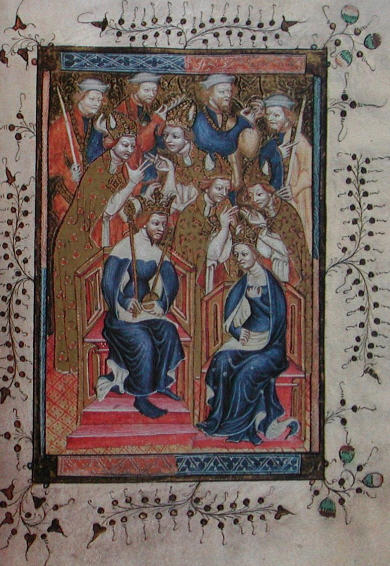
Riccardo II d'Inghilterra e Anna di Boemia, alla sua incoronazione.

Il Liber Regalis (in italiano: Libro Reale) è un manoscritto miniato inglese che contiene i dettagli sulla cerimonia di incoronazione dei sovrani inglesi e dei relativi funerali.

## Descrizione
Fu compilato nel 1382 per dettagliare la liturgia di incoronazione della consorte di Riccardo II, Anna di Boemia. Altre fonti attestano che fu compilato nel 1308 per l'incoronazione di Edoardo II. 
Dentro al manoscritto vi sono descritte i vari eventi: l'incoronazione del re, un re e una regina che si sposano, una consorte regina da sola, e dettagli sui funerali di un re. Ogni liturgia si apre con un'illustrazione a pagina intera che rappresenta l'evento.
Il manoscritto fu usato per tutte le successive cerimonie di incoronazione fino a quella di Elisabetta I nel 1556.  Il manoscritto appartiene all'Abbazia di Westminster con il codice MS 38.